# Rat für gegenseitige Wirtschaftshilfe
Der Rat für gegenseitige Wirtschaftshilfe (kurz RGW; russisch Совет экономической взаимопомощи Sowet ekonomitscheskoi wsaimopomoschtschi, kurz СЭВ; englisch Council for Mutual Economic Assistance, kurz CMEA oder Comecon) war eine internationale Organisation von sozialistischen Staaten unter Führung der Sowjetunion.
Der RGW wurde 1949 als sozialistisches Pendant zur im Rahmen des Marshallplans entstandenen Organisation für europäische wirtschaftliche Zusammenarbeit (OEEC) gegründet. Er ist auch im Rahmen des beginnenden Kalten Krieges und der Zwei-Lager-Theorie zu sehen. Der RGW wurde – wie das 1955 gegründete Militärbündnis Warschauer Vertrag – im Jahr 1991 infolge des Falles des Eisernen Vorhanges und der damit verbundenen politischen Veränderungen seit 1989 aufgelöst.

## Geschichte
Als Reaktion auf den Marshallplan wurde vom sowjetischen Außenminister Wjatscheslaw Molotow ein Plan entworfen, der die Staaten Osteuropas enger an die Sowjetunion binden sollte. Zunächst geschah dies politisch über die Kominform und dann auch wirtschaftlich über den RGW. Vertreter aus sechs Ostblock-Staaten unterzeichneten das Protokoll zur Gründung am 18. Januar 1949 in Moskau. Gründungsmitglieder waren neben der Sowjetunion die europäischen Staaten Polen, Rumänien, Bulgarien, Ungarn und die Tschechoslowakei. Am 23. Februar 1949 trat Albanien dem Bündnis bei, am 29. September 1950 folgte die DDR.
Albanien ließ ab 1961 seine Mitgliedschaft ruhen und schloss ein Bündnis mit der VR China.
Ab 1962 wurde der RGW für nicht-europäische Staaten geöffnet und international ausgebaut. Neue Mitglieder wurden die Mongolei (6. Juli 1962), Kuba (1972) und Vietnam (1978). Am 17. September 1964 trat Jugoslawien einigen Organen des RGW bei. China (bis 1961) und Nordkorea erhielten Beobachterstatus. Am 16. Mai 1973 unterzeichnete Finnland ein Kooperationsabkommen mit dem RGW, 1975 folgten dann der Irak und Mexiko, Angola 1976, Nicaragua 1984, Mosambik 1985. Im November 1986 nahmen Delegierte aus der Demokratischen Republik Afghanistan, Äthiopien, der Demokratischen Volksrepublik Jemen (Südjemen) und Laos als Beobachter an einem Treffen teil.
1991 scheiterte der Versuch, das zentralverwaltungswirtschaftliche System des RGW marktwirtschaftlich zu reformieren. Mit dem Zerfall des Ostblocks löste sich der RGW am 28. Juni 1991 auf.

## Aufgaben
Der RGW hatte zum einen die Aufgabe, eine bessere wirtschaftliche Spezialisierung und Arbeitsteilung zwischen den sozialistischen Staaten zu erreichen und zum anderen das Ziel, die sehr unterschiedlichen wirtschaftlichen Bedingungen anzugleichen. Als Folge der arbeitsteiligen Spezialisierung entstand eine wechselseitige Abhängigkeit zwischen der UdSSR und den anderen RGW-Staaten. Mit der Spezialisierung sollten höhere Stückzahlen erreicht und dadurch Kosten verringert werden.
Die namensgebende „gegenseitige Wirtschaftshilfe“ geschah vor allem dadurch, dass die wirtschaftlich stärkeren Länder (Sowjetunion, DDR, Tschechoslowakei, Ungarn) die schwächeren (Bulgarien, Rumänien, Kuba, Mongolei und Vietnam) im Rahmen der sozialistischen ökonomischen Integration wirtschaftlich unterstützten. Gleichzeitig wurde damit eine ideologische Stärkung im Sinne des Marxismus-Leninismus verfolgt.
Die Mitglieder des RGW gestalteten ihren gegenseitigen Außenhandel durch mehrjährige bilaterale und multilaterale Verträge. Für die Koordinierung der langfristigen Wirtschaftspläne in der Sowjetunion (Fünfjahresplan, ab 1959 Siebenjahresplan) entstand ein bürokratischer Apparat, die Gosplan-Behörde, der auch für die Verknüpfung mit den Wirtschaftsplänen der anderen RGW-Staaten sorgte.
Obwohl vom System her nicht vorgesehen, war der Handel zwischen den Mitgliedern annähernd ausgeglichen, da es aufgrund der fehlenden Konvertibilität der Währungen wenig attraktiv war, Gläubigerpositionen im Außenhandel aufzubauen. Die Internationale Bank für wirtschaftliche Zusammenarbeit (IBWZ) wickelte den Zahlungsverkehr ab, sie war als RGW-Organ 1957 mit Sitz in Moskau gegründet worden. Zahlungsmittel waren Transferrubel und Goldreserven. Da die nationalen Warenpreise politisch festgelegt wurden, eigneten sie sich nicht zur Bestimmung der Preise im Außenhandel. Deshalb legte der RGW Durchschnittspreise des Weltmarktes zugrunde.
Unter dem Dach des RGW kam es auch zu Standardisierungsbemühungen, so etwa 1968 zum Vertrag über ein Einheitliches System Elektronischer Rechentechnik (ESER), der auf die Entwicklung standardisierter Computertechnik abzielte.
Eine Unterorganisation des RGW war der Gemeinsame Güterwagenpark (OPW), der von 1964 bis 1990 bestand.

## Gemeinsame Projekte

### Energiesektor
Mit dem Aufbau internationaler Energienetze wurden wichtige, auch politisch wirksame Vernetzungen geschaffen.
- Auf der X. Tagung des Rates für gegenseitige Wirtschaftshilfe (RGW) im Dezember 1958 in Prag wurde der Bau der Erdölleitung „Freundschaft“ beschlossen, die 1963 in Betrieb genommen wurde.
- Auf der XXVIII. Tagung des RGW im Juni 1974 in Sofia wurde der Bau der Erdgastrasse „Druschba“ beschlossen.

### Spezialisierung
Im Rahmen der sogenannten „Internationalen Sozialistischen Arbeitsteilung“ fand eine Spezialisierung statt, innerhalb derer einzelne Staaten für die Produktion bestimmter Produkte zuständig waren:
- UdSSR: Flugzeuge (Antonow, Iljuschin, Suchoi und Tupolew), schwere Diesellokomotiven (Lokomotivfabrik Woroschilowgrad, z. B. M62 und DR-Baureihe 130), U-Bahn-Wagen (Metrowagonmasch) und leistungsstarke Traktoren (Minsker Traktorenwerke)
- DDR: landwirtschaftliche Maschinen und Transportausrüstungen, Schiffe (insbesondere Fischverarbeitungsschiffe), Reisezugwagen (Waggonbau Görlitz), Werkzeugmaschinen, Krane (Kranbau Eberswalde), Computer, Bergbaulokomotiven (Lokomotivbau Elektrotechnische Werke „Hans Beimler“ Hennigsdorf, z. B. EL 2)
- ČSSR: Straßenbahnwagen (ČKD Tatra), Oberleitungsbusse (Škoda)
- Ungarn: größere Omnibusse (Ikarus)

Ab 1976 hat die Deutsche Reichsbahn ihre mittelschweren Diesellokomotiven der Baureihe 119 von der Lokomotivfabrik „23. August“ aus Rumänien importiert. Geplant war auch ein Personenkraftwagen als Gemeinschaftsprojekt der DDR und der ČSSR, das so genannte RGW-Auto.

### Probleme
In der Anfangszeit gab es vor allem Probleme mit den Produktionskapazitäten, da die ausführenden Betriebe nicht auf gestiegene Produktionsmengen vorbereitet worden waren. Ein Dauerproblem war, dass die gelieferten Stückzahlen nie den benötigten Mengen entsprachen und zudem die Qualität einiger Produkte deutlich zu wünschen übrig ließ. So waren anfangs ca. 50 % der in Rumänien hergestellten Diesellokomotiven bei der Deutschen Reichsbahn nicht einsatzfähig.
Für die DDR bedeutete dies, dass einige Zweige des Fahrzeugbaus eingestellt werden mussten (u. a. Gothawagen T57), dafür entstanden Straßenbahnwagen wie der Rekowagen, Omnibusse wurden weiterhin von der Firma Fritz Fleischer KG gebaut.
Nach Christa Luft, der ehemaligen Wirtschaftsministerin der DDR, lagen die Defizite im RGW neben den gravierenden Produktivitätsrückständen in den RGW-Ländern in der fehlenden Demokratie, keiner Belohnung der Leistung, Unterschätzung von Wertkennziffern, fehlendem Preissystem mit einer eigenen konvertierbaren Währung. Diskrepanzen gab es auch in den Planungssystemen der Länder. Die DDR und die Sowjetunion hatten eine straff zentrale Planung, dagegen haben Polen und Ungarn eine stark dezentrale Planung bevorzugt.

## Organe

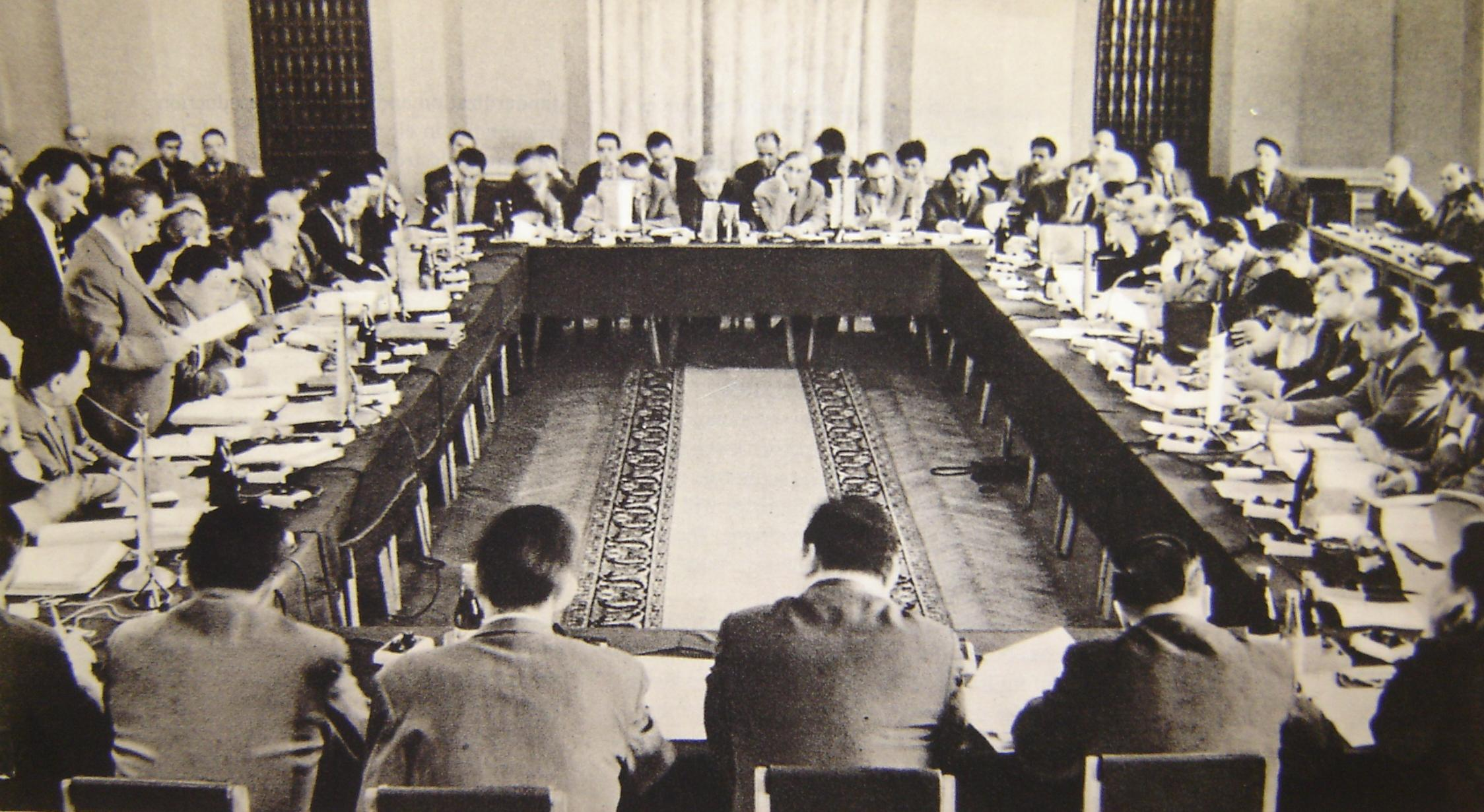
Treffen des Exekutivkomitees

Die Hauptorgane des RGW konnten nur unverbindliche Empfehlungen beschließen. Jedes Mitgliedsland hatte eine Stimme und bis 1967 galt das Einstimmigkeitsprinzip. Später konnten sich die Mitgliedsstaaten bei Abstimmungen auch enthalten.

### Ratstagung
Die Ratstagung war formell das oberste Organ des RGW. Sie setzte sich aus den Delegierten aller Mitgliedsländer zusammen und trat in der Regel einmal pro Jahr zusammen, seit 1987 abwechselnd in der Hauptstadt des jeweiligen Vorsitzenden. Geleitet wurde eine Delegation vom Ministerpräsidenten eines Mitgliedslandes oder seinem Stellvertreter.

### Exekutivkomitee
Das Exekutivkomitee war das eigentlich entscheidende Organ, welches aus einem Stellvertreter des Regierungschefs eines jeden Mitgliedslandes bestand.

### Sekretariat
Das Sekretariat bestand aus einem sowjetischen Generalsekretär, seinen nicht-sowjetischen Stellvertretern und weiterem Personal. Der Sitz des Sekretariats war Moskau. Die Gründung des Sekretariats wurde auf der IV. Tagung des RGW am 26. und 27. März 1954 in Ungarn beschlossen.

### Weitere Organe
Weitere Organe waren Ständige Kommissionen (zuletzt 22) und Komitees (sechs). Es gab sie bereits seit 1957, doch wurden sie erst später zu Hauptorganen aufgewertet. Des Weiteren gab es die Internationale Bank für wirtschaftliche Zusammenarbeit, die Internationale Investitionsbank sowie die Medunion. Außerdem bestanden beim RGW das Institut für Standardisierung und das Internationale Institut für ökonomische Probleme des sozialistischen Weltsystems.

## Das Ende der DDR-Mitgliedschaft im RGW
Die DDR hatte sich im Staatsvertrag vom 18. Mai 1990 über die Währungs-, Wirtschafts- und Sozialunion gegenüber der Bundesrepublik Deutschland verpflichtet, ihr Wirtschaftssystem den Bedingungen der Marktwirtschaft anzupassen. Damit war eine fortdauernde Mitgliedschaft im RGW nicht vereinbar. Das Statut des RGW-Rates sah die Möglichkeit eines Austritts vor, der allerdings erst sechs Monate nach der Kündigung wirksam wurde. Die DDR-Regierung nahm zutreffend an, dass „mit Beendigung ihrer Existenz als Völkerrechtssubjekt auch ihre Mitgliedschaft im RGW automatisch erlöschen würde.“ Sie beabsichtigte daher, in Übereinstimmung mit Art. 54 lit. b des Wiener Übereinkommens über das Recht der Verträge Konsultationen mit den Mitgliedsländern durchzuführen und danach die Regierung der UdSSR als Depositar der RGW-Statuts mit Verbalnote über die Beendigung der DDR-Mitgliedschaft zu unterrichten, verbunden mit der Bitte, die Mitgliedsstaaten hierüber zu informieren. Da die sowjetische Seite jedoch die Durchführung von Konsultationen ablehnte, kam es nicht zu diesem Verfahren. Die Volkskammerpräsidentin Bergmann-Pohl als amtierendes Staatsoberhaupt erklärte am 2. Oktober 1990 den Austritt der DDR aus dem RGW und seinen Unterorganisationen mit Wirkung zum 3. Oktober 1990.
Das vereinigte Deutschland hat seit dem 2. Halbjahr 1990 die Abwicklung aller aus der bisherigen Mitgliedschaft entstandenen Forderungen und Verbindlichkeiten übernommen. Der Transferrubel-Verrechnungsverkehr mit den ehemaligen RGW-Ländern ist von der Bundesrepublik nach der Wiedervereinigung bis Ende 1990 aus Vertrauensschutzgründen fortgeführt worden. Bis 2016 wurden aus dem Bundeshaushalt Leistungen hierfür erbracht. Der Bund führt jahrelange Rechtsstreite zur Eintreibung von Rückforderungen.

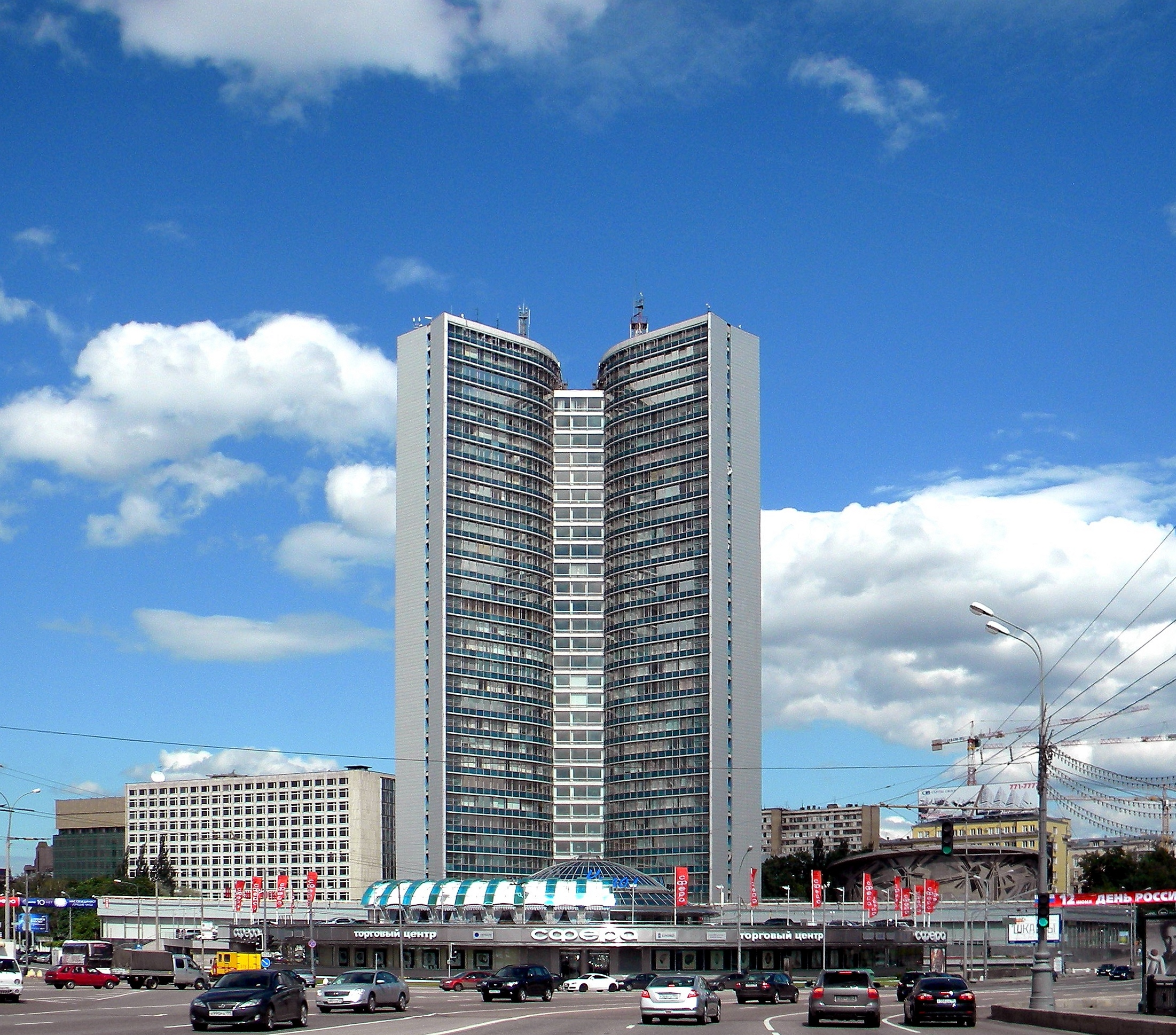
RGW-Gebäude in Moskau

Zu der Vermögensposition der DDR gehört nach deutscher Auffassung auch der DDR-Anteil an dem Bürogebäude des RGW in Moskau (siehe Bild). Es war mit den Beiträgen der Mitgliedstaaten finanziert worden, wovon die DDR 40 Millionen Rubel, etwa ein Sechstel der Baukosten, beigetragen hatte. Der Marktwert des Gebäudes mit 30 Stockwerken wurde Anfang der 1990er Jahre auf 250 bis 300 Millionen USD geschätzt. Die sowjetische, später russische Regierung hat diesen Anspruch nicht anerkannt. Da die DDR schon vor ihrem Ende als Rechtssubjekt den Austritt erklärt habe, sei keine Vermögensposition auf das vereinigte Deutschland übergegangen. Wegen der Form eines aufgeschlagenen Buches nannten die Menschen das Gebäude das "Buchhaus". Im Oktober 2024 wurde eine "Sanierung" also der Abriss des RGW-Gebäudes angekündigt.